# أليسيا إستيف هيد
أليسيا إستيف هيد (ولدت في 31 يوليو 1973) هي امرأة إسبانية ادعت أنها نجت من الهجمات على مركز التجارة العالمي في 11 سبتمبر/أيلول 2001، مُسميةً نفسَها «تانيا هيد» . انضمت إلى مجموعة دعم شبكة الناجين من مركز التجارة العالمي، وأصبحت فيما بعد رئيستها. ذُكرَ اسمها بانتظام في التقارير الإعلامية عن الهجمات. وفي عام 2007، كُشف أن قصة هيد كانت خدعة. فلم تكن في مدينة نيويورك في 11 سبتمبر 2001، بل في الواقع كانت تحضر دروسًا في مدينتها الأصلية، برشلونة.

## خلفية
ولدت أليسيا إستيف هيد في 31 تموز/يوليو 1973 في برشلونة بإسبانيا. وأصلها من عائلة بارزة في برشلونة كانت متورطة في فضيحة مالية عام 1992 قضى بسببها والدها وشقيقها أحكامًا بالسجن. التحقت بجامعة برشلونة وعملت في فندق ديلا فيلا أولبميكيا Hotel de la Villa Olímpicia SA، وهي شركة فنادق إسبانية. ثم تغير عملها إلى سكرتيرة إدارة من 1998 إلى 2000 في برشلونة، وسُجلت في برنامج درجة الماجستير في ESADE في عام 2001 عندما وقعت هجمات 11 سبتمبر.

## شبكة الناجين من مركز التجارة العالمي
سافرت أليسيا إلى الولايات المتحدة لأول مرة في عام 2003. وفي العام التالي، انضمت إلى شبكة الناجين من مركز التجارة العالمي بعد أن علم جيري بوجاتش، أحد مؤسسيها، من خلال الكلام الشفهي أن امرأة تدعى «تانيا هيد» قد طورت مجموعة دعم عبر الإنترنت للناجين من 11 سبتمبر. بعد عدة أشهر من المراسلات عبر البريد الإلكتروني مع بوجاتش، قامت بدمج مجموعاتهم. وكان الغرض من الشبكة هو تقديم الدعم للناجين من الهجمات، حيث دُفع معظم الدعم العام إلى مجموعة مختارة من الضحايا وعائلاتهم وأول المُغيثين؛ كما كانت المنظمة تعتزم جمع الذين تضرروا من الهجمات، بمن فيهم المدنيون الموجودون في مركز التجارة العالمي وكذلك الأفراد والمتطوعون المشاركون في جهود الإنقاذ والإنعاش المكثفة بعد ذلك. لم يُدفع إلى أليسيا شيء على هذه الأنشطة، ولا مقابل مشاركتها في شبكة الناجين، بل هي من تبرعت بالمال للمجموعة.
ادعت أليسيا هيد أنها كانت داخل البرج الجنوبي (مركز التجارة العالمي 2) حين اصطدمت به طائرة يونايتد إيرلاينز الرحلة 175، وزحفت من خلال الدخان واللهب في الطابق الثامن والسبعين وأصيبت بحروق شديدة في ذراعها. لو صحّ ذلك، لأصبحت واحدة من تسعة عشر شخصًا فقط عند منطقة الاصطدام أو فوقها من أجل البقاء على قيد الحياة. كما أليسيا أن خطيبها ديف قُتل في البرج الشمالي (مركز التجارة العالمي 1)، رغم أنها قالت في روايات لاحقة للقصة إن «ديف» كان زوجها. كما زعمت أن رجلاً يحتضر قد ناولها خاتمَ زواجه لها حتى يمكن إعادته إلى أرملته، وأن التي أنقذتها هي ويلز كروثر ذات الأعمال البطولية المذكورة كثيراً في ذلك اليوم في وسائل الإعلام. عُرضت مقابلات لأليسيا في وسائل الإعلام، ودُعيت للتحدث في مؤتمرات جامعية، وفي عام 2005، اُختيرت لقيادة الجولات في مركز زوار متحف ترفيد 9/11، حيث صُوّرتْ مع عمدة مدينة نيويورك مايكل بلومبرج، والعمدة السابق رودي جولياني، وحاكم نيورك السابق يورك جورج باتاكي.
روَت أليسيا بانتظام ادعاءاتها ذات التفاصيل الجليّة لمجموعات غراوند زيرو السياحية، قائلة: «كنت هناك في الأبراج، أنا أحد الناجين، سأخبركم عن ذلك.»  وأُبرزَت في المقالات المتبصّرة في أحداث 9/11 بصفة الممثلة للضحايا العشرين ألف الذين فرّوا من المباني المتضررة. وقالت ريتشارد زيمبلر، التي خلَفتها في رئاسة شبكة الناجين من مركز التجارة العالمي، «لم يكن هناك سبب للشك في قصتها، كان ظاهرها صادقاً، كان ذراعها مصاباً بجروح بالغة وبدا عليها ندوب حروق، وكانت قصتها واقعيةً، واقعيةً».

## خلاف في الادعاءات
في أيلول/سبتمبر 2007، سعت صحيفة نيويورك تايمز للتحقق من التفاصيل الرئيسية لقصة أليسيا هيد في جزء من مقال استذكار سنوي. زعمت أليسيا حصولها على درجة علمية من جامعة هارفارد ودرجة الدراسات العليا في الأعمال من جامعة ستانفورد، لكن هذه الجامعات لم يكن لديها سجل لها. وزعمت أنها كانت تعمل في ميريل لينش في البرج الجنوبي، لكن لم يكن لدى ميريل لينش أي سجل لتوظيفها،  ولم يكن لدى ميريل لينش مكاتب في مركز التجارة العالمي وقت الهجمات. تراجعت أليسيا عن ثلاث مقابلات مقررة، ثم رفضت التحدث إلى المراسلين على الإطلاق. ثم اتصلت صحيفة التايمز بأعضاء آخرين في شبكة الناجين، وأثارت أسئلة عن صحة قصة أليسيا. وفي أسبوع 27 سبتمبر 2007، صوتت الشبكة على عزلها من منصب الرئيس ومدير المجموعة.
من بين العناصر الأخرى المشكوك فيها في قصة أليسيا كانت خطوبتها من رجل يُلقب«بيج ديف»، لقي حتفه في البرج المقابل، ادعت عائلة الرجل أنها لم تسمع بتانيا هيد.
وختاماً كشفت «صحيفة لافانجوارديا La Vanguardia» البرشلونية أن أليسيا كانت في صف دراسي لدى معهد إساد ESADE في برشلونة خلال هجمات 11 سبتمبر، حيث أخبرت زملائها في الصفّ أن ذراعها المصاب بالندوب منذ سنوات كان نتيجة لحادث سيارة، أو بدلاً من ذلك بسبب حادث ركوب الخيل. ذكرت صحيفة لافانجوارديا أن أليسيا حضرت دروسًا في ذاك البرنامج الدراسي حتى يونيو 2002، وأخبرت زملاء الصفّ أنها تريد العمل في نيويورك.

## العاقبة
بعد الكشف عن احتيال أليسيا، رفضت بعدئذٍ جميع المقابلات وغادرت نيويورك فجأة. وفي شباط/فبراير 2008، أُرسلَ بريد إلكتروني مجهول من حساب إسباني إلى أعضاء شبكة الناجين من مركز التجارة العالمي، مدعيا أن أليسيا قد انتحرت. وفي عام 2012، روى كتاب وفيلم وثائقي طويل بعنوان المرأة التي لم تكن هناك قصة أليسيا هيد من داخل شبكة الناجين من مركز التجارة العالمي، مستفيدين من مقابلات مع رئيس الشبكة وأعضائها، قبل كشف خداعها وبعده. أشار كل من الكتاب والفيلم إلى أن أليسيا هيد شوهدت مع والدتها في نيويورك في 14 أيلول/ سبتمبر 2011.
وما إن اكتشف أصحاب العمل خدعتَها في نيويورك، حتى فُصلت أليسيا هيد من منصبها في انتر بارتنر أسستنس Inter Partner Assistance، وهي شركة تأمين في برشلونة.

## وصلات خارجية
- وثائقي: تانيا هيد، ضحية 11/ 9 المنتحِلة
- القصة المذهلة وغير الصحيحة لأحد الناجين من 11 سبتمبر